# Carl August Walbrodt
Carl August Walbrodt (nacido el 28 de noviembre de 1871 en Ámsterdam, fallecido el 3 de octubre de 1902 en Berlín) fue un ajedrecista alemán. Fue un ajedrecista muy activo, realizando exhibiciones de simultáneas, enseñando Ajedrez, organizando eventos ajedrecísticos, e incluso fundó dos Clubes de Ajedrez, entre ellos el Schachklub Nordstern. También participó en una columna de Ajedrez, en la publicación  Berliner Lokal-Anzeige, entre septiembre de 1899 y febrero de 1902.

## Biografía
Antes de su nacimiento, su familia se trasladó desde Wesel a Ámsterdam. Al parecer, volvieron a Köpenick, cerca de Berlín, antes de cumplir 10 años, edad a la que su padre le enseñó a jugar al Ajedrez.
En torno a 1881, cuando la familia residía en Ámsterdam, obtuvieron suficientes recursos para escolarizar a los niños. A mediados de la década de 1890, Walbrodt y su hermano tenían una pequeña industria de fabricación de pantógrafos. Según se indica en el libro The Oxford Companion to Chess, se le diagnosticó tuberculosis a principios de la década de 1890, y murió de esta enfermedad con 30 años de edad.
En el Obituario aparecido en el New York Times sobre Walbrodt, se indica que su talento fue descubierto en 1890 en un Café de Berlín por Richard Buz, un destacado miembro del Club de Ajedrez de Manhattan. Como Buz se enteró de que no Walbrodt no pertenecía a ningún club de ajedrez, lo presentó al Club de Ajedrez de Berlín.
Según Siegbert Tarrasch, Walbrodt logró diversos éxitos, haciéndose con un nombre en el Ajedrez.
Fue editor de la publicación Berliner Schachzeitung(en los primeros años de su publicación), y en Internationales Schachjournal, Revista Internacional de Ajedrez. También intervino en diversas columnas de Ajedrez, la última, en el Berliner Lokal-Anzeiger.

## Trayectoria como ajedrecista
En 1890 fue 5º en el Torneo de Berlín (el campeón fue Horatio Caro). En 1890/91, quedó 2º (3º después de un playoff) en Berlín (victoria para Richard Teichmann). En 1892 fue 4º-5º en Dresde (7º Kongresse des Deutschen Schachbundes, Congreso de la DSB, torneo que empieza a organizar desde 1879 la Federación Alemana de Ajedrez, creada en 1877 tras la reorganizacón de las diferentes Federaciones existentes en el país anteriormente), con triunfo para Siegbert Tarrasch. Venció junto con Curt von Bardeleben en Kiel en 1893 (8º Congreso de la DSB).
En 1894 , logró ser 4º-5º en Leipzig (9º Congreso de la DSB, victoria de Tarrasch). Fue 11º en el Torneo Internacional de Hastings de 1895.
En 1896, fue 2º, por detrás de von Bardeleben, y por delante de Jacques Mieses, en el Triangular de Berlín, quedó 7º-8º en Núremberg (victoria de Emanuel Lasker), y fue 6º-7º en Budapest (victoria conjunta de Rudolf Charousek y Mijaíl Chigorin). En 1897, fue 2º, por detrás de Charousek, en el Torneo Internacional de Berlín, y por delante de jugadores como Blackburne, Janowski, Burn, Alapin, Schlechter y Marco. y fue 5º en el Torneo del Centro de Ajedrez de Berlín (victoria para von Bardeleben). Fue 15º en el Gran Torneo de Viena de 1898 (Kaiser-Jubiläumsturnier), con victoria conjunta de Harry Nelson Pillsbury y Tarrasch.
Asimismo, Walbrodt jugó 15 encuentros entre 1890 y 1898. No hay referencias de su primer encuentro, contra Karl Holländer (1890). Ganó a Emil Schallopp en Berlín en 1891, a Hermann Keidanski en Berlín en el mismo año, a Curt von Bardeleben en Berlín en 1892, a Eugene Delmar y Alfred Ettlingen en Nueva York en 1893, a Andrés Clemente Vázquez en La Habana en 1893, a Wilhelm Cohn en Berlín en 1894, a Max Kuerschner en Núremberg en 1898, empató con Theodor von Scheve en Berlín en 1891, Mieses en Berlín en 1894, y perdió contra Pillsbury (+0 -2 =1) en Boston en 1893, con Tarrasch (+0 -7 =1) en Núremberg en 1894, y contra Dawid Janowski (+2 -4 =2) en Berlín en 1897.